# ریتم الهی
«ریتم الهی» (به انگلیسی: Rhythm Divine) تک‌آهنگی از هنرمند اهل اسپانیا انریکه ایگلسیاس است که در ۹ اکتبر ۱۹۹۹ منتشر شد.
این تک‌آهنگ در چارت‌های ، اسپانیا در رتبه اول و در چارت‌های ایتالیا، فنلاند، نیوزلند، نروژ، جزو ده ترانه اول قرار گرفت.